# Биљине (књижевност)
Биљине (рус. былины) (у српској књижевности — епске народне песме), у руској књижевности представљају херојско-патриотске песме-сказања, у којима се говори о подвизима богатира, и оне показују живот Старе, Кијевске Русије 9. — 13. века. Оне су вид усменог народног стваралаштва, којем је карактеристичан песничко-епски начин одраза стварности. Основни сиже биљине, представља неки херојски догађај или значајна епизода руске историје (отуда народни назив „были́ны” — «ста́рина», који подразумева да се догађај, о ком се говори, десио у прошлости).
Биљине су, по правилу, написане тонским стихом са два-четири акцента.
Термин «биљине» први уводи Иван Сахаров у зборнику «Песме руског народа», 1839. Он је овај назив предложио, ослањајући се на изразе «по биљинама», који се појављују у делу «Слово о Игоровом походу», што је значило «према (по) чињеницама».

## Порекло
Први и најстарији жанр херојског епа су биљине. У летописима и биљинама спомињу се места: Кијев, Чернигов, Суздаљ, Новгород. У биљинама се говори о политичким везама и трговини с Византијом, Блиским истоком, Индијским царством. Спомињу се историјске личности, које се често спомињу и у летописима (Илија Муромец, Аљоша Попович, Добриња Никитич, три најпознатија руска богатира).
Биљине су херојски еп Кијевске Русије настао у кнежевској епоси, у периоду промене старог погледа на свет. То се види у садржајима биљина: постоје 2 погледа на свет — митолошки и хришћански.
Неке личности биљина имају особине старих словенских божанстава: Илија Муромец има карактеристике Перуна, бога-громовника, Микула Сељанович бога-орача, кнез Владимир Дажбога, бога-Сунца.
Конкретне историјске личности биљина имају особине митских хероја. Нпр. Илија Муромец сам побеђује непријатељску војску, побеђује митско биће — Соловја-разбојника, може да прође кроз непроходну шуму, једном руком чупа храстове, а другом прави мостове. 
Биљине су с бајкама најстарији руско-украјински еп где је сачуван митолошки поглед старих Словена. И у биљинама с елементима бајки преовлађује историјска реалност: тачно се наводи место догађаја, имена кијевских кнежева и њихових наследника, а сваком се приписују подвизи. Садржај биљина се поклапа с подацима из летописа о делатности и личном животу неког кнеза.
Биљине су епско-историјска дела већ доста раширена у кнежевско време. У њима се спомињу историјски догађаји и личности Руси 10—14. века, што потврђују летописи и документи тог доба.

## Жанр
И пре писмености у Руси има богатог усменог народног стваралаштва: обредне песме, приче, лирска и епска поезија. Посебне су епске песме — биљине, извођене уз музику у рецитативу.
У биљинама је приказана историјска судбина Руси. Песме су посвећене историјским догађајима и личностима. јунак биљина је Илија Муромец, сељачки син, идеал војника-патриоте који штити земљу, сирочад и удовице, сиромашне, не желећи награду. Неки су реалне историјске личности.
Биљине су повезане с народном обредном поезијом (коледарске, свадбене песме) и мотивима легенди. Композицијски је свака биљина подељена на 3 дела: почетак, излагање и завршетак. Карактеристике биљина чини епитет, поређење, паралелизам, метафора. Биљине ствара и изводи народ, односно најталентованији људи из народа тзв. певачи-приповедачи. Најпознатији су Бојан и Митус.

## Циклуси епоса биљина
- У митолошком циклусу има сижеа бајки, митских бића. Централна личност је Волга (син Змаја по очевој линији и поседује натприродне моћи). Без обзира на те елементе биљина, сви догађаји из њих имају историјску основу. Име „Вольга» се односи на кнеза Олега и кнегињу Олгу, а поход Волге у Индијско царство је у ствари поход на Константинопољ 907. године.
- Више историјске реалности има у биљинама Кијевског циклуса. Хронолошки је први херој ту Добриња Никитич. У летописима се спомиње да се кнегиња Олга после смрти мужа сурово осветила Древљанима: убила им кнеза, а његову кћи Малушу је узела за кључарницу.
- У биљинама Галичко-Волињског циклуса има паралела с биљинама Кијевског циклуса. «Биљина про Дунай» је о најистакнутијем кнезу Волињске кнежевине — Владимиру Васиљковичу.
- Биљине Новгородског циклуса се разликују по уметничком уређењу. Настале су касније и изражавају трговачки, не кнежевски дух. Хероји су витезови, коњаници и пешаци, који се крећу и ратују на води. Новгород је други град Кијевске Руси. Ликови: гуслар Садко, Васиљ Бруслаєв.
- Биљине бајколико-новелистичког циклуса немају јасну историјску основу и створене су као бајке на сижее из свакодневног живота. Најпознатија је „Глеб Володијевич» о новгородском кнезу.

## Поетика биљина
Личности биљина живе у једном времену (епско време) које обухвата 5—6 векова. Личности су у реалној историјској стварности (описи грађевина, природе, свакодневни живот).
Поетски језик је употреба устаљених епитета (чистое поле, ясное солнце), метафора, метонимија, хипербола, а ту су и поређење (јунак убија непријатеље као да коси траву), паралелизми, и идеализација.
У прошлости биљине су извођене уз пратњу жичаног народног инструмента (најчешће гусле).